# Антропологические типы европеоидной расы

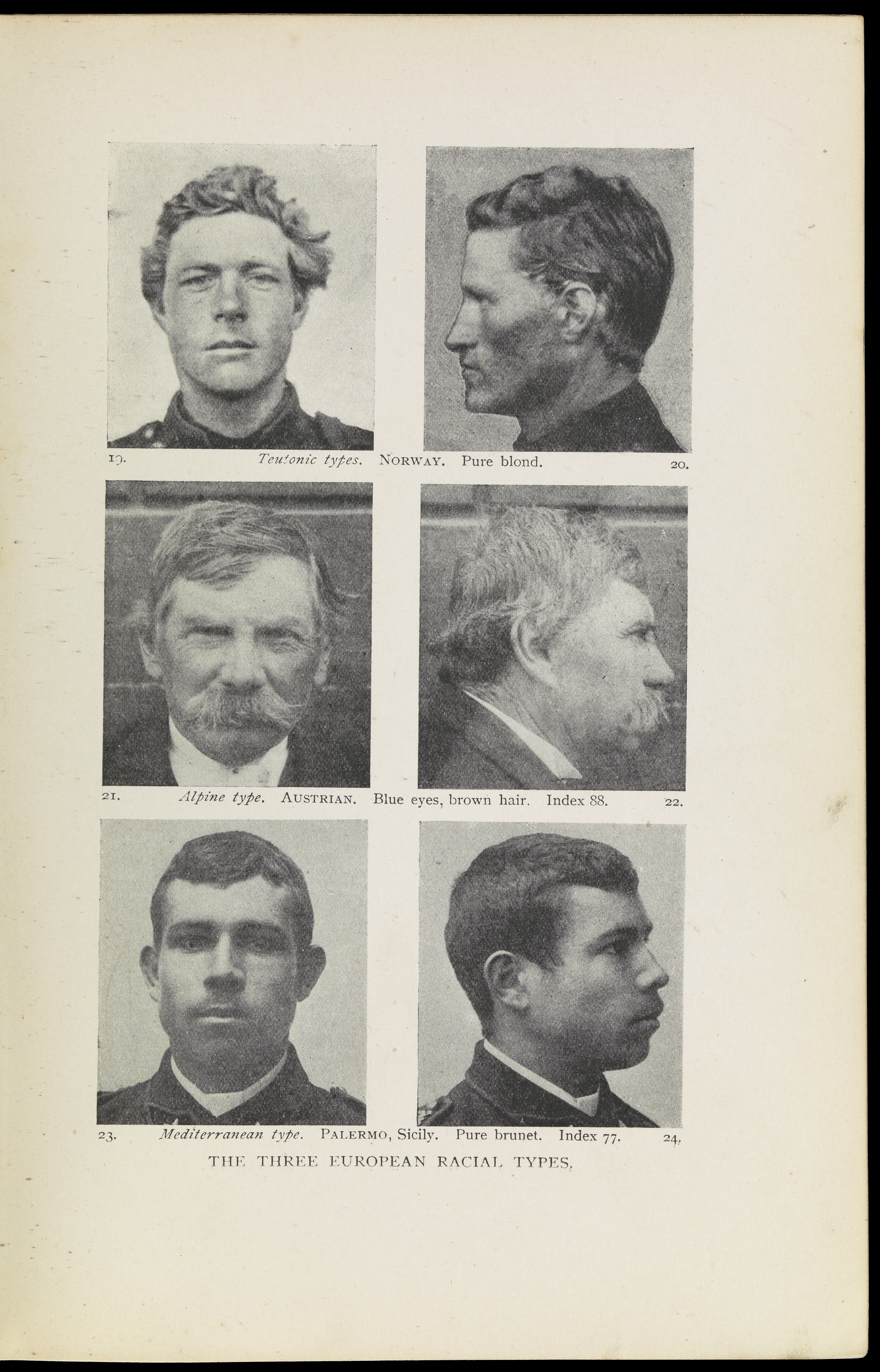
«Три европейских расовых типа», «Расы Европы: Социологическое исследование» Уильяма Рипли, 1899

Антропологические типы европеоидной расы предложены в рамках различных расовых классификаций как составные группы большой европеоидной расы. В зависимости от принципов классификации и наличия соответствующих данных, разными исследователями предложены различные варианты.

## Классификация С. Мортона
В середине XIX в. американский учёный С. Мортон разделил европеоидный (Caucasian) расовый тип на следующие семьи:
- кавказскую;
- германскую;
- кельтскую;
- арабскую;
- ливийскую;
- нилотскую;
- индостанскую.

## Классификация У. Флауэра
Английский анатом Уильям Флауэр в 1885 г. включал в белую расу человечества следующие группы
:
- европейцы
- египтяне (древние и современные);
- аборигены Индии;
- айны;
- ведды (Цейлон).

## Классификация Ж. Лапужа
Французский социолог и идеолог расизма Жорж Лапуж в конце XIX в. делил европейцев на три главные расы:
- homo europaeus — длинноголовая, светло-русая и высокорослая раса;
- homo alpinus — короткоголовая, темная по цвету волос и глаз и малорослая раса;
- homo mediterraneus — длинноголовая, черноволосая раса.

## Классификация Ю. Колльмана
Схему деления по одному признаку с последующим однообразным подразделением каждого варианта первого признака на варианты по второму признаку предложил в начале XX в. немецкий гистолог, анатом и антрополог Юлиус Колльман. Он разделил европейские расы по росту, форме лица, а затем по форме черепа:
- лептопрозопные долихоцефалы;
- хамепрозопные долихоцефалы;
- хамепрозопные мезоцефалы;
- хамепрозопные брахицефалы;
- лептопрозопные брахицефалы.

## Классификация Т. Гексли
Английский зоолог и анатом Т. Гексли разделил европейскую группу на две: светло- и темнопигментированную (ксантохроев и меланохроев):
- ксантохроиды
  - ксантохроиды Северной Европы
- меланохроиды
  - меланохроиды Южной Европы
  - меланохроиды Азии[6]

## Классификация К. Штраца
Голландский путешественник и антрополог К. Штрац в начале XX в. положил в основу классификации рас степень морфологической дифференцированности отличительных признаков. Древние типы Штрац назвал «протоморфными», современные — «архиморфными», переходные — «метаморфными». Представителей европеоидной расы Штрац называл «средиземцами» и делил на три типа («племени»):
- северное племя (светловолосые и голубоглазые люди, центр в Скандинавии);
- римское племя (юг Европы);
- африканское племя (северная Африка, семиты)[7].

## Классификация И. Деникера
Система классификации И. Деникера — это первая серьёзная система, основанная только на биологических признаках. Выделенные автором группы практически в неизменном виде, хотя и с другими названиями, перешли в более поздние расовые схемы. И. Деникер впервые использовал идею двух уровней дифференциации — выделение сначала основных, а затем второстепенных рас.
Деникер выделял шесть расовых стволов, из которых два относятся к европеоидной расе:
- группа C (волнистые, тёмные или чёрные волосы и тёмные глаза):
  - индоафганская раса;
  - арабская или семитская раса;
  - берберская раса;
  - приморско-европейская раса;
  - иберо-островная раса;
  - западноевропейская раса;
  - адриатическая (динарская) раса;
- группа D (волнистые или прямые волосы, блондины со светлыми глазами):
  - североевропейская (нордическая) раса;
  - восточноевропейская раса[8][9][10].

Среди европейских рас, кроме вышеупомянутых, Деникер выделял следующие подрасы:
- субадриатическую расу;
- северо-западную подрасу — подразделение атланто-средиземноморцев для выделения особо темноволосых западных ирландцев;
- субнордическую, отличающуюся от нордической мезоцефалией, квадратным лицом и вздёрнутым носом; она была выделена, чтобы охватить народы, живущие на востоке Балтики и в северной Германии;
- вистульскую расу — ветвь восточноевропейской или восточной (ориентальной) расы. Ориентальная раса описывается как низкорослая (163—164 см); умеренно брахицефальная (головной указатель равен 82-83) и обладающая светло-золотистыми или соломенно-желтыми волосами, квадратным лицом, часто вздёрнутым носом и голубыми или серыми глазами. Эта раса связана в основном с восточными славянами и финнами, а вистульская раса — это подтип той же расы с более низким ростом и мезоцефалией[11].

## Классификация У. Рипли
Американский географ У. Рипли полагал («Расы Европы», 1900), что И. Деникер слишком усложнил картину, и что существуют только три европеоидные подрасы — тевтонская (нордическая), альпийская и средиземноморская. Нордическая и средиземноморская расы — это древние европейские ветви древнейшего европеоидного типа, а альпийцы — это иммигранты из Азии, принесшие с собой земледелие и неолитическое хозяйство.

## Классификация Ж. Монтадона
Французский антрополог Жорж Монтадон в своей книге La race, les races (1933) подразделял большую европеоидную расу на следующие малые расы и субрасы:
- Светлая раса (фр. race blonde)
  - Нордическая субраса
  - Субнордическая субраса
- Альпо-арменоидная раса
  - Альпийская субраса
  - Динарская субраса
  - Анатолийская (арменоидная) субраса
  - Памирская субраса
- Бурая (средиземноморская) раса
  - Иберо-полуостровная субраса
  - Литторальная (атланто-средиземноморская) субраса
  - Берберская субраса
  - Арабская субраса
  - Индо-афганская субраса
- Лапоноидная раса
- Айнская раса

## Классификация Э. Эйкштедта
Немецкий антрополог Э. Эйкштедт (1934) ввел для обозначения рас однообразную номенклатуру, составленную из названия характерной для расы этнической группы и окончания «иды». Это условное окончание без изменения применяется для обозначения как больших рас, так и меньших по объёму подразделений.
В европидный круг рас Эйкштедтом включаются:
- депигментированные северные расы — нордиды и восточноевропиды;
- центральные — альпиниды, динариды, армениды, тураниды;
- южноевразийские — медитерраниды, ориенталиды, индиды[12][13].

## Классификация Я. Чекановского
Польский антрополог Ян Чекановский создал свою схему деления европеоидов, согласно которой существует четыре базовых расы и шесть подрас или смешанных типов, которые произошли от скрещивания основных:
- чистые расы
  - нордическая
  - иберо-островная
  - лапоноидная
  - арменоидная
- смешанные расы
  - северо-западная
  - субнордическая
  - альпийская
  - приморская
  - сублаппоноидная
  - динарская

## Классификация Б. Лундмана
Шведский антрополог Бертил Лундман делил европеоидов на следующие типы:
- Каспидская юго-восточная расовая группа
  - Группы с более арктическим телосложением
    - Группы с несколько примитивным лицом
      - Группы с часто несколько скошенными орбитами
        - волгиды
        - восточные балтиды

      - Группы с прямыми глазами и большой верхней радужкой
        - допонтидная раса (вымершая)

    - Группы с почти инфантильным лицом
      - скандо-лаппиды
      - восточно-альпийская раса

  - Прогрессивные типы — все крайне долихокефальные
    - восточно-средиземноморская раса
      - понтиды
      - ираниды
      - северные индиды
      - гандиды
      - несиды
      - сахариды или южные средиземноморцы
      - египтиды

    - восточные нордиды

  - тауриды
    - динариды
    - армениды (анатолиды)
- Атлантическая северо-западная расовая группа
  - Долихокефальные группы
    - палеоатлантиды
    - нордиды
      - фалиды
      - скандо-нордиды
      - северные атлантиды

    - Южная темнопигментированная малорослая группа
      - бериды
      - Инфантильные (juvenile) группы
        - западные средиземноморцы
        - арабиды

  - Брахицефальные группы
    - западно-альпийская раса

## Классификация К. Куна
В книге «Расы Европы» (1939) американский антрополог К. Кун дал свою классификацию европеоидных рас:
- A. Большеголовое население, сохранившееся с палеолита
  - тип брюнн
  - тип борребю
- B. Чистые и смешанные остатки населения палеолита и мезолита с умеренным размером головы
  - альпийцы
  - ладожский элемент
    - а) неодунайский
    - б) восточнобалтийский

  - лопарский тип
- C. Чистые и смешанные небрахицефализированные средиземноморцы
  - Средиземноморцы
    - а) собственно средиземноморский тип
    - б) атланто-средиземноморский тип
    - в) ирано-афганский тип

  - Нордики
    - а) кельтский тип железного века
    - б) англосаксонский тип
    - в) трённелагский тип
    - г) остердальский тип
- D. Брахицефализированные средиземноморцы (возможно, смешанного происхождения)
  - динарцы
  - арменоиды
  - норийцы (Norics)

Советский антрополог В. В. Бунак писал про классификацию К. Куна следующее: «Классификация Куна могла бы приобрести очень большое значение, если бы автор подтвердил на краниологическом материале связь древних форм с северными локальными вариантами <…>. Но Кун не затрудняет себя аргументацией выдвинутой им гипотезы. В настоящее время принятые им обозначения древних типов, а равно и северных вариантов не могут считаться точными и требуют видоизменения».

## Классификация Э. Хутона
Американский учёный Э. Хутон в работе Up from the Ape (1946) разделил белую, или кавказоидную расу на следующие типы:
- Средиземноморский тип
  - Верхнепалеолитический, главным образом на Британских островах
  - Иранского плато тип
  - Классический средиземноморский, в орлиноносом и прямоносом вариантах
- Айнский тип
- Кельтский тип (светлоглазый, темно- или рыжеволосый, длиноголовый, большей частью на Британских островах)
- Нордический тип
- Альпийский тип
- Восточнобалтийский тип (белокурые брахикефалы)
- Арменоидный тип (стабилизированная смесь из типа Иранского плато, классического средиземноморского и альпийского типов)
- Динарский тип (стабилизированная смесь из верхнепалеолитического, альпийского, арменоидного и нордического типов)
- Нордическо-альпийский тип
- Нордическо-средиземноморский тип

Также он выделил композитные типы, преимущественно белые:
- Австралийский (архаичный вариант белой расы + тасманийский + меланезийский)
  - Мюррейский, с преобладанием белого элемента
  - Карпентарийский, с преобладанием меланезийского
  - Тасманоидный
- Индо-дравидийский (классический средиземноморский + австралоидный + негритосский + различные незначительные примеси)
  - Классический индо-дравидийский, тяготеющий к классическому средиземноморскому типу: северная Индия
  - Смесь арменоидного с типом Иранского плато: западная и северо-восточная Индия
  - Индо-нордический: северо-западные Гималаи
  - Австралоидный или веддоидный: центральная и юго-восточная Индия
  - Негритоидный: локально в Южной Индии
- Полинезийский (по большей части белый + монголоидный + меланезийский)

## Классификация Р. Биасутти
Итальянский антрополог Р. Биасутти в своём монументальном труде «Расы и народы Земли» (итал. Le razze e i popoli della terra, первое издание — 1939 г., второе — 1953—1960 гг.) выделил следующие расы европеоидов:
- Преевропиды
  - Айнская раса
  - Уральская раса
- Европиды
  - Средиземноморская раса
    - Приморская раса
    - Берберская раса
    - Палеосардинская раса

  - Нордическая раса
    - Ирландская раса
    - Дальская раса
    - Финская раса

  - Иранская раса
    - Ассироидная раса
    - Ливийская раса

  - Индийская раса
    - Индийская полуостровная раса

  - Альпийская раса
    - Грузинская раса

  - Балтийская раса
    - Дославянская раса
    - Карпатская раса

  - Адриатическая раса
    - Паданская раса
    - Норикская раса

  - Памирская раса
    - Арменоидная раса
- Лаппиды
  - Лопарская раса

## Классификации Н. Н. Чебоксарова и Я. Я. Рогинского — М. Г. Левина
Советский антрополог Н. Н. Чебоксаров выделил следующие малые расы, или расы второго порядка, в составе большой европеоидной расы:
- индо-средиземноморская малая раса
- атланто-балтийская малая раса
- среднеевропейская малая раса
- беломоро-балтийская малая раса
- балкано-кавказская малая раса

Точно такая же расовая схема опубликована в учебнике антропологии Я. Я. Рогинского и М. Г. Левина (1963).

## Классификация Дж. Бейкера
Английский биолог Джон Бейкер в своей книге «Раса» (Race, 1974) приводит следующую классификацию европеоидных расовых типов:
- айнуид
- нордид
- медитерранид
- северный индид
- ориенталид
- арменид
- динарид
- альпинид
- восточный европид
- туранид
- эфиопид

## Классификация В. П. Алексеева
Известный советский антрополог В. П. Алексеев в своей книге «География человеческих рас» (1974) представил свою схему расовой классификации, в которой в европеоидную расу входят:
- Балтийская или североевропейская локальная раса
  - Западнобалтийская группа популяций
  - Восточнобалтийская группа популяций
  - Лапоноидная группа популяций
- Центральноевропейская локальная раса
  - Центрально-восточноевропейская группа популяций
  - Западноевропейская группа популяций
- Средиземноморская, или южноевропейская локальная раса
  - Западносредиземноморская группа популяций
  - Балкано-кавказская группа популяций
  - Аравийско-африканская группа популяций
  - Переднеазиатская группа популяций
  - Индо-афганская группа популяций

## Классификация В. В. Бунака
В. В. Бунак представлял расовую дифференциацию в виде дерева (1980). Его «стволы» и «ветви» он разделял на основе представлений о древности и глубине расхождения отдельных антропологических вариантов. Европеоиды представляют собой западный расовый ствол:
- Кушитская расовая ветвь
  - Берберская раса
  - Эфиопская раса
- Средиземная расовая ветвь
  - Семито-аравийская раса
  - Сирийско-загросская раса
  - Индо-иранская раса
  - Ферганская раса
  - Понтийская раса
  - Кавказская раса
  - Каспийская раса
- Средиземноморская расовая ветвь
  - Иберийская раса
  - Лигурская раса
  - Нижнедунайская раса
  - Балканская раса
- Европейская расовая ветвь
  - Атлантическая раса
  - Центральная западноевропейская раса
  - Балтийская раса
  - Центральная восточноевропейская раса
  - Субарктическая (лопари) раса

## Классификация М. Г. Абдушелишвили
М. Г. Абдушелишвили (1990) предложил довольно дробные и точные определения отдельных расовых категорий. Наиболее крупные подразделения — континентальные расы, далее — локальные разновидности континентальных рас, затем — антропологические типы, за ними — варианты, и самая низкая категория — разновидности вариантов. Абдушелишвили относил европейскую расу к западному (евро-африканскому) расовому стволу и включал в неё следующие разновидности и типы:
- Южноиндийская (переходная) разновидность
  - палеоиндийский тип
  - мезоиндийский тип
- Южноевропейская (индо-средиземноморская) разновидность
  - индо-евразийский тип
  - переднеазиатский тип
  - восточносредиземноморский тип
  - западносредиземноморский тип
- Североевропейская разновидность
  - западнобалтийский тип
  - восточнобалтийский тип
  - лапоноидный тип
- Центральноевропейская разновидность
  - западноевропейский тип
  - центрально-восточноевропейский тип

## Классификация А. И. Дубова
В 1994 г. на международной конференции памяти В. П. Алексеева А. И. Дубов в своём докладе представил собственную схему деления человеческих рас. Он разделил расы на исходные и метисные. Исходные расы — это те, основные морфологические характеристики которых не могут быть получены в результате метисации современных рас. Европеоиды, согласно схеме А. И. Дубова, составляют западный подвид, делящийся на следующие расы:
- Южноевропеоидная раса
- Североевропеоидная раса
- Среднеевропеоидная метисная раса
- Уральская метисная раса